# Rhamnapoderus diabolus
Rhamnapoderus diabolus es una especie de coleóptero de la familia Attelabidae.

## Distribución geográfica
Habita en República Centroafricana.